# 米歇爾角 (多米尼克)
米歇爾角（Pointe Michel）是加勒比海島國多米尼克聖盧克區唯一的一个城鎮，也是該區的首府和最大城鎮，位於該島西南海岸，距離該國首都羅索以南5.5公里，2011年人口1,664人。該鎮為多米尼克首位女總理尤金妮亞·查爾斯女士和女演員Alphonsia Emmanuel的出生地。
1. ↑  www.geodatos.net https://www.geodatos.net/en/distances/from-pointe-michel-to-roseau.   [2024-09-04]. 缺少或|title=为空 (帮助)
2. ↑  . www.citypopulation.de.   [2024-09-04]. （原始内容存档于2023-03-26）.